# 79-es villamos (Budapest)
A budapesti 79-es jelzésű villamos a Nyugati pályaudvar és a Városmajor között közlekedett. A járatot megszűnése előtt a Budapest Székesfővárosi Közlekedési Rt. üzemeltette.

## Története
Az első világháború idején indult a Nyugati pályaudvartól a Margit hídon át a városmajori Fogaskerekű végállomásáig. 1926. február 1-jén megszűnt az első és egyben utolsó 79-es villamos Budapesten.